# Річковий вокзал (Саратов)
Річковий вокзал Саратова — комплекс будівель та споруд для обслуговування пасажирів річкового транспорту в Саратові. Розташований на правому березі Волгоградського водосховища по набережній Космонавтів на території Волзького району Саратова.

## Історія
У XIX столітті Саратову для розвитку необхідний був водний транспорт, адже залізниці й гужовий транспорт не могли забезпечити всіх потреб міста як торгово-промислового центру. Річка Волга була транспортною артерією, що розділяла Саратовську губернію на дві частини й давала можливість перевезення вантажів як вгору, так і вниз до Каспійського моря.
Берегового пасажирського вокзалу до 1930-х років у Саратові не було. Пасажири чекали пароплави на плавучих дебаркадерах або на березі.
Саратовська пристань займалася вантажопереробкою, обслуговуванням транзитних і місцевих перевезень. Пристань складалася з міської ділянки в складі трьох вантажних причалів і дерев'яного пасажирського вокзалу, побудованого в 1932—1933 роках.
У 1967 році дерев'яний вокзал був зруйнований, а на його місці побудований новий комплекс споруд берегового вокзалу в Саратові, що включав причальну стінку довжиною 550 метрів з вісьмома причалами, приміський павільйон і готель на 184 місця. У 1980-ті роки пасажирські судна Саратовського порту, серед яких були 17 швидкісних суден, обслуговували 60 населених пунктів.
Із 1991 року в зв'язку з кризовими явищами в економіці Росії скорочуються обсяги перевезень. Практично весь місцевий швидкісний флот, який виконував перевезення по містах області, був проданий. Із більш ніж 10 маршрутів і 20 суден класу СПК («Метеори», «Ракети» і «Комети») не залишилося жодного. Прогулянковий флот у місті зберігся — на цих маршрутах працюють судна типу «Москва», «ОМ», «МО» й «Волга».

## Сучасність
На теплоходах Саратовського річкового порту можна здійснити річковий круїз по маршрутам від Саратова до Волгограда й від Саратова до Астрахані. Великі теплоходи також використовуються для проведення ділових заходів — конференцій і семінарів. Як і в багатьох інших волзьких містах, своє пряме призначення — річкового вокзалу — Саратовський вокзал вже давно не виконує. У його приміщеннях розташований торговий центр «Ельдорадо».